# 가가와 대학

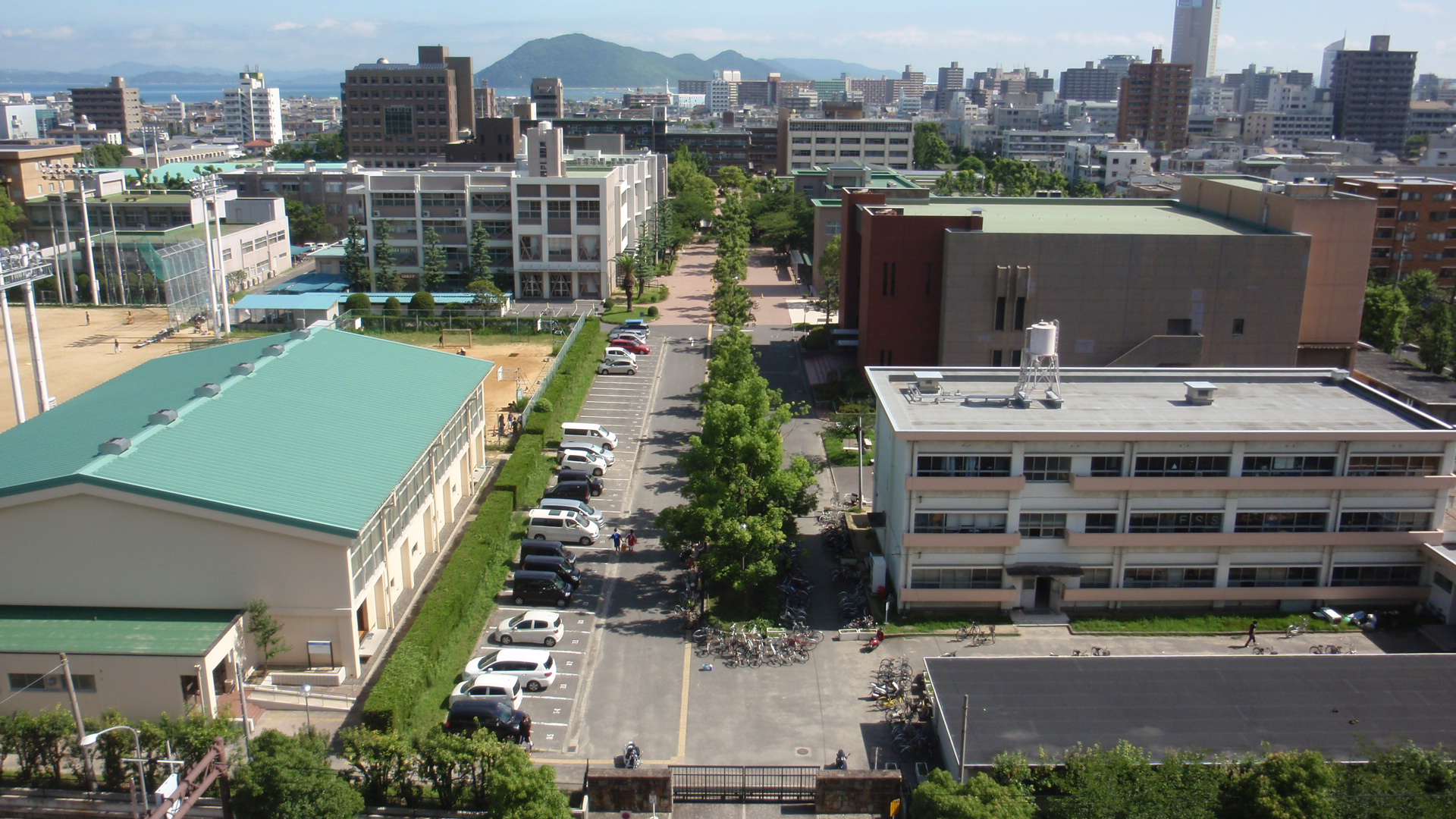
사이와이초 캠퍼스

가가와 대학(일본어: 香川大学,Kagawa University)은 일본의 국립 대학이다. 대학 본부는 가가와현 다카마쓰시에 있다.

## 연혁
가가와 대학은 1949년에 다카마쓰 경제 전문학교(高松經濟專門學校), 가가와 사범학교(香川師範學校), 가가와 청년 사범학교(香川靑年師範學校)를 통합해 설립되었다.
- 1949년 가가와 대학 발족(학예학부, 경제학부).
- 1955년 가가와 현립 농과대학(香川縣立農科大學)을 통합.
- 1966년 학예학부를 교육학부로 개명.
- 1981년 법학부를 설치.
- 1997년 공학부를 설치.
- 2003년 가가와 의과대학(香川醫科大學)을 통합.

이하, 통합된 구 학교들의 연혁이다.
- 1923년 12월 다카마쓰 고등 상업학교(高松高等商業學校)로서 설치.
- 1924년 4월 현 사이와이초(幸町) 캠퍼스에서 개교.
- 1944년 4월 다카마쓰 경제 전문학교로 개칭.
- 1945년 7월 전쟁에 의해 교사를 소실.
- 1949년 5월 신제 가가와 대학 경제학부가 됨.

- 1874년 11월 다카마쓰에 세이쇼(成章) 사범학교 설립.
- 1875년 11월 가가와 현 사범학교로 개칭.
- 1876년 9월 에히메현 사누키(讚岐) 사범학교로 개칭 (1877년 폐교).
- 1888년 12월 가가와 현이 에히메 현에서 독립.
- 1890년 1월 가가와 현 심상 사범학교(香川縣尋常師範學校)로서 재흥.
- 1897년 10월 가가와 현 사범학교로 개칭.
- 1912년 4월 사카이데(坂出)에 여자 사범학교 설치.
- 1943년 4월 남자 사범학교와 여자 사범학교를 통합. 관립 가가와 사범학교 발족.
- 1945년 7월 전쟁에 의해 남자부(다카마쓰) 교사를 소실.
- 1949년 5월 가가와 대학 학예학부가 됨.

- 1924년 3월 가가와 현립 실업보습학교 교원 양성소(香川縣立實業補習學校敎員養成所) 설립.
- 1935년 4월 가가와 현립 청년학교 교원 양성소(香川縣立靑年學校敎員養成所)로 개칭.
- 1944년 4월 관립 가가와 청년 사범학교로 개칭.
- 1949년 5월 가가와 대학 학예학부가 됨.

- 1903년 2월 기다 군립(木田郡立) 을종 농업학교(乙種農學校) 설립.
- 1905년 4월 기다 군립 갑종 농림학교(甲種農林學校)로 개칭.
- 1906년 4월 가가와 현립 농림학교로 개칭.
- 1909년 4월 현 이케노베(池戶) 캠퍼스로 이전.
- 1922년 4월 가가와 현립 기다 농림학교(香川縣立木田農林學校)로 개칭.
- 1947년 3월 가가와 현립 농업 전문학교로 승격 (3년제).
- 1950년 2월 신제 가가와 현립 농과대학으로 승격 (4년제).
- 1955년 7월 가가와 대학 농학부가 됨.

- 1978년 10월 가가와 의과대학 개학.
- 1986년 4월 대학원을 설치.
- 1996년 4월 간호학과를 설치.
- 2003년 10월 가가와 대학 의학부가 됨.

## 캠퍼스
- 사이와이초(幸町) 캠퍼스: 대학본부 캠퍼스.
- 가가와현 다카마쓰시 사이와이 초(幸町) 1-1.
- 하야시초(林町) 캠퍼스: 공학부 캠퍼스.
- 가가와 현 다카마쓰 시 하야시 초(林町) 2217-20.
- 이케노베(池戶) 캠퍼스: 농학부 캠퍼스.
- 가가와 현 기다 군(木田郡) 미키정(三木町) 오아자(大字) 이케노베(池戶) 2393.
- 미키(三木) 캠퍼스: 의학부 캠퍼스.
- 가가와 현 기다 군(木田郡) 미키 정(三木町) 오아자(大字) 이케노베(池戶) 1750.

## 조직

### 학부
- 교육학부
  - 학교교육 교원양성 과정
  - 인간발달 환경 과정
- 경제학부
  - 경제학과
  - 경영 시스템 학과
  - 지역사회 시스템 학과
  - 종합경제 코스 (야간 주체 코스)
- 법학부
  - 법학과 (주간 주체 코스/야간 주체 코스)
- 의학부
  - 의학과
  - 간호학과
- 공학부
  - 안전 시스템 건설 공학과
  - 신뢰성 정보 시스템 공학과
  - 지능 기계 시스템 공학과
  - 재료 창조 공학과
- 농학부
  - 생물생산학과
  - 생물자원식량화학과
  - 생명기능과학과

### 대학원
- 교육학 연구과 (석사 과정)
- 경제학 연구과 (석사 과정)
- 법학 연구과 (석사 과정)
- 의학계 연구과
  - 의학 전공 (4년제 박사 과정)
  - 간호학 전공 (석사 과정)
- 공학 연구과
- 농학 연구과 (석사 과정)
- 지역 매니지먼트 연구과 (전문직 대학원)
- 가가와 대학/에히메 대학 연합 법무 연구과 (법과대학원)
- 에히메 대학 대학원 연합 농학 연구과 (박사 과정)

### 부속기관
- 도서관
- 박물관
- 의학부 부속 병원

## 학교 동문
저명한 동문으로는 일본 제68·69대 내각총리대신으로 활동한 오히라 마사요시 등이 있다.